# ジュリエット・ブラヴォー
『ジュリエット・ブラヴォー』（Juliet Bravo）は、イギリス・BBCで1980年から1985年まで放送された警察ドラマシリーズ。ランカシャー州の架空の町ハートレーの警察署長を務める女性警部補の活躍を描いた。

## 概要

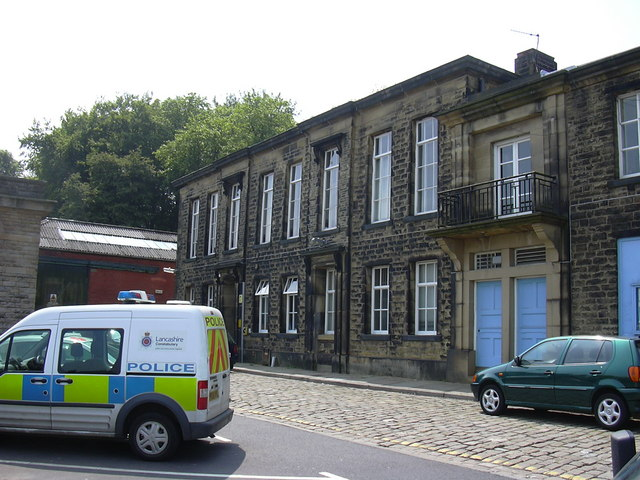
劇中で「ハートレー警察署」として登場したランカシャー州警察ベーカップ警察署庁舎。州警察の官署統廃合に伴い2010年に廃止された（ロセンデール郡ベーカップ町、2007年）

テレビ脚本家のイアン・ケネディ・マーティンが、人気警察ドラマシリーズ『ロンドン特捜隊スウィーニー』（1975年 - 1978年、英ITV）に続いて手がけたテレビシリーズ。6期全88話が放送された。主役の女性警部補ジーン・ダーブレイとケイト・ロングトンはステファニー・ターナー（1 - 3期）とアンナ・カートレット（4 - 6期）がそれぞれ演じた。
1979年にマーガレット・サッチャーがイギリス初の女性首相に就任し、女性の社会進出がクローズアップされた情勢を背景に、同時期にITVで放送された『ザ・ジェントル・タッチ』（The Gentle Touch、1980年 - 1984年）と共に、犯罪だけでなく組織内の男尊女卑思想とも戦わなければならない女性警察官を主人公に置き、当時すでに確立していた男性中心の警察・犯罪ドラマのスタイルを打ち破るものとして人気を呼んだ。
1982年までの1期から3期では、昇進してハートレー警察署長に着任したジーンが、事件の解決に取り組みながら、ソーシャルワーカーの夫の無理解や女性の所属長に対する職場の男性たちの敵意を乗り越え、信頼を獲得していく様子を描いた。1983年以降の4期から6期では、ケイト・ロングトン警部補を主人公に、犯罪の凶悪化や低年齢化、警察組織の腐敗、国際犯罪などの新たな社会問題も要素として取り入れられた。
屋外撮影はランカシャー州のベーカップ、ネルソン、バーンリーの各町とウェスト・ヨークシャー州のトドモーデンを中心に行われた。警察署外観のシーンはベーカップ警察署を用い、警察署内部はスタジオに設けたセットで撮影した。

### 番組名について
番組名の「ジュリエット・ブラヴォー」は登場人物の名前ではなく、警部補を表す無線コード「J-B」のNATOフォネティックコード読みを指す。番組の企画段階でイアン・ケネディ・マーティンは部下の巡査部長が上司の警部補に対して用いる言葉「Inspector, Ma'am」（女性警部補閣下）とする予定にしていたが、第1期第1話では新任の女性管理職への反感を込めて「ボス」と中傷的に呼ばせることにしたため、「ジュリエット・ブラヴォー」に変更した。放送当時は主人公の女性警部補の名前と誤解した視聴者が少なくなかった。

## 出演
- ステファニー・ターナー（ジーン・ダーブレイ警部補、1 - 3期）
- アンナ・カートレット（ケイト・ロングトン警部補、4 - 6期）
- ダヴィッド・エリソン（ジョセフ・ベック巡査部長）
- ノエル・コリンズ（ジョージ・パリッシュ巡査部長）
- C.J アレン（ブライアン・ケレハー巡査）
- マーク・ボサム（ダニー・スパークス巡査）
- マーク・ドレウィー（ローランド・ベントレー巡査、1期）
- エドワード・ピール（マーク・パーリン捜査担当警部、5 - 6期）
- トニー・カウンター（ジム・ローガン捜査担当警部、1 - 3期）
- ジョン・リングハム（レイク管区警視、1期）
- ジェームズ・グロウト（アルバート・ハーラム管区警視、2期）
- ダヴィッド・ハーグレイヴス（ジーンの夫トム・ダーブレイ、1 - 3期）
- トム・ジョージソン（ジョン・ホールデン、マーク・ピーク）
- ボブ・ダヴィッドソン（ティム・フォーブス）